# Hugo Race

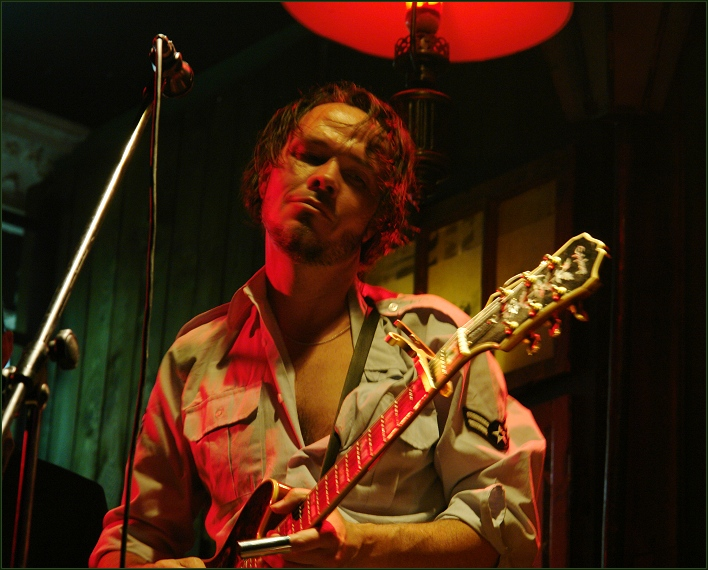
Hugo Race, 2006

Hugo Justin Race (* 24. Mai 1963 in Melbourne) ist ein australischer Bluesrock-Gitarrist, Komponist und Bandleader.

## Leben
Ab 1983 spielte er als eines der Gründungsmitglieder bei Nick Cave and the Bad Seeds Gitarre, blieb zwei Jahre und ist auf deren erster Platte vertreten. Von 1985 bis 1986 spielte er bei der australischen Band The Wreckery. Seit 1988 ist er Sänger, Songschreiber und Gitarrist der eigenen Band Hugo Race & The True Spirit, die bisher in wechselnden Besetzungen spielte und derzeit aus Chris Hughes (Schlagzeug, Percussion), Marta Collica (Keyboard, Gesang), Michelangelo Russo (Trompete, Posaune), Giovanni Ferrario (Bass, Gesang) und Hugo Race besteht.
Hugo Race wuchs in Melbourne (Australien) in einer Hippie-Community auf und begann mit 15 Jahren damit, Musik zu machen. Er selbst bezeichnet sich als politischen Musiker und sieht sich in der Tradition der Hippie-Bewegung sowie der Beat-Generation. Die Musik von Hugo Race & True Spirit ist eine Mischung aus Dub, Ambient, Blues-, Psychedelic- und Roots Rock sowie Einflüssen der Aborigine-Musik. Musikalische Ähnlichkeiten bestehen zu Nick Cave and the Bad Seeds und Leonard Cohen.
Seit 2007 arbeitet er zusammen mit Chris Eckman und Chris Brokaw unter dem Namen Dirtmusic.
Im Jahre 2011 verlegte Race seinen Wohnsitz wieder ganz nach Australien und ist nur mehr gelegentlich auf Europatourneen zu sehen, so wie im Mai 2016 in Wien.

## Diskografie
- 1988: Rue Morgue Blues
- 1990: Earl’s World
- 1991: Second Revelator
- 1993: Spiritual Thirst
- 1994: Stations of the Cross
- 1996: Valley of Light
- 1997: Wet Dream
- 1998: Chemical Wedding
- 1999: Last Frontier
- 2001: Long Time Ago
- 2003: The Goldstreet Sessions
- 2003: Mil Transit
- 2004: The Merola Matrix
- 2004; Live in Monaco
- 2005: Ambuscado
- 2006: Taoist Priests
- 2008: 53rd State
- 2009: Live in Wolow Jail
- 2010: Fatalists
- 2011: Between Hemispheres
- 2012: We Never Had Control
- 2012: No But It´s True
- 2014: Orphans (E.P.)
- 2015: Live in Brussels
- 2015: False Idols (E.P.)
- 2015: The Spirit
- 2016: 24 Hours To Nowhere
- 2017: John Lee Hooker´s World Today
- 2017: Long Distance Operators
- 2019: Gemini 4
- 2019: Taken By The Dream
- 2020: Starbirth/Stardeath

### Dirtmusic
- 2007: Dirtmusic
- 2008: In The Desert (Live)
- 2010: BKO
- 2013: Troubles
- 2014: Lion City
- 2018: Bu Bir Ruya

## Filmografie
- 1986: Dogs in Space
- 2002: Königin der Verdammten

## Belege
1. ↑  Hugo Race & The True Spirit: Blues zwischen Lust und Prost, Der Standard vom 24. Mai 2016, abgerufen am 31. Mai 2016

| Personendaten    | Personendaten                                               |
| ---------------- | ----------------------------------------------------------- |
| NAME             | Race, Hugo                                                  |
| ALTERNATIVNAMEN  | Race, Hugo Justin                                           |
| KURZBESCHREIBUNG | australischer Bluesrock-Gitarrist, Komponist und Bandleader |
| GEBURTSDATUM     | 24. Mai 1963                                                |
| GEBURTSORT       | Melbourne                                                   |